# Henry Landau
Henry Jacob Landau é um matemático estadunidense, conhecido por suas contribuições à teoria da informação.
Landau obteve um A.B. (1953), A.M. (1955) e Ph.D. (1957) na Universidade Harvard. Foi orientado por Lars Valerian Ahlfors e Joseph Leonard Walsh, com a tese On Canonical Conformal Maps of Multiply Connected Regions.

## Publications
- On Uniform Approximation to Continuous Functions by Rational Functions with Preassigned Poles, H. J. Landau,  Proc. Amer. Math. Soc., 5 (1954), pp. 671–676.
- Operational Requirements for a Collision Warning System, Eduardo I. Pina and H. J. Landau, Operations Research, 5 (1957), pp. 794–814.
- Some Distortion Theorems for Multivalent Mappings, H. J. Landau and Robert Osserman, Proc. Amer. Math. Soc., 10 (1959), pp. 87–91.
- On Canonical Conformal Maps of Multiply Connected Regions, J. L. Walsh and H. J. Landau, Trans. Amer. Math. Soc., 93:1 (October 1959), pp. 81–96.
- On the Recovery of a Band-Limited Signal, After Instantaneous Companding and Subsequent Band Limiting, H. J. Landau, Bell Sys. Tech. J., 39:2 (March 1960), pp. 351–364.
- On Analytic Mappings of Riemann Surfaces, R. Osserman and H. J. Landau, J. d'Analyse Mathematique, 7 (1960), pp. 249–279.
- Prolate Spheroidal Wave Functions, Fourier Analysis and Uncertainty, II, Henry O. Pollak and H. J. Landau, Bell Sys. Tech. J., 40:1 (January 1961), pp. 65–84.
- The Recovery of Distorted Band-Limited Signals, Willard L. Miranker and H. J. Landau, J. Math. Anal. and Appl., 2:1 (February 1961), pp. 97–104.
- On Canonical Conformal Maps of Multiply Connected Domains, H. J. Landau, Trans. Amer. Math. Soc., 99:1 (April 1961), pp. 1–20.
- Prolate Spheroidal Functions, Fourier Analysis and Uncertainty, III. The Dimension of the Space of Essentially Time- and Band-Limited Signals, H. J. Landau and H. O. Pollak, Bell Sys. Tech. J., 41 (July 1962), pp. 1295–1336.
- A Sparse Regular Sequence of Exponentials Closed on Large Sets, H. J. Landau, Bull. Amer. Math. Soc., 70 (1964), pp. 566–569.
- The Eigenvalue Behavior of Certain Convolution Equations, H. J. Landau, Trans. Amer. Math. Soc., 115 (March 1965), pp. 242–256.
- On the Optimality of the Regular Simplex Code, H. J. Landau and David Slepian, Bell Sys. Tech. J., 45 (October 1966), pp. 1247–1272.
- Necessary Density Conditions for Sampling and Interpolation of Certain Entire Functions, H. J. Landau, Acta Math., 117 (February 1967), pp. 37–52.
- Sampling, Data Transmission, and the Nyquist Rate, H. J. Landau, Proc. IEEE, 55 (October 1967), pp. 1701–1706.
- On the Supremum of a Gaussian Process, H. J. Landau and Lawrence Shepp, Sankhya A, 32 (December 1970), pp. 369–378.
- How Does a Porcupine Separate its Quills, H. J. Landau, IEEE Trans. on Information Theory, It-17:2 (1971), pp. 157–161.
- Some Computer Experiments in Picture Processing for Bandwidth Reduction, H. J. Landau and D. Slepian, Bell Sys. Tech. J., 50:5 (1971), pp. 1525–1540.
- On the Completeness of a Set of Translates, H. J. Landau, J. Approx. Theory, 5:4 (1972), pp. 438–440.
- On Szegö's Eigenvalue Distribution Theorem and Non-Hermitian Kernels, H. J. Landau, J. d'Analyse Mathematique, 28 (1975), pp. 335–357.
- Loss in Unstable Resonators, H. J. Landau, J. Opt. Soc. Amer., 66:6 (June 1976), pp. 525–529.
- Pricing in a Dynamic Model with Saturation, H. J. Landau, Econometrica, 44:6 (November 1976), pp. 1153–1156.
- The Notion of Approximate Eigenvalues Applied to an Integral Equation of Laser Theory, H. J. Landau, Quart. Appl. Math., April 1977, pp. 165–172.
- A Note on the Eigenvalues of Hermitian Matrices, D. Slepian and H. J. Landau, SIAM J. Math. Anal., 9:2 (1978), pp. 291–297.
- A Game-Theoretic Analysis of Bargaining with Reputations, Robert W. Rosenthal and H. J. Landau, Journal of Mathematical Psychology, 20:3 (1979), pp. 233–255.
- The Classical Moment Problem, Hilbertian Proofs, H. J. Landau, Journal of Functional Analysis, 38 (1980), pp. 255–272.
- On Comparison of Cash Flow Streams, H. J. Landau, Management Science, 26:12 (1980), pp. 1218–1226.
- The Eigenvalue Distribution of Time and Frequency Limiting, H. J. Landau and Harold Widom, J. Math. Anal. and Appl., 77:2 (1980), pp. 469–481.
- Repeated Bargaining with Opportunities for Learning, R. W. Rosenthal and H. J. Landau, J. Math. Sociology, 8 (1981), pp. 61–74.
- Bounds for Eigenvalues of Certain Stochastic Matrices, H. J. Landau and Andrew Odlyzko, Linear Algebra and Its Applications, 38 (1981), pp. 5–15.
- The Inverse Problem for the Vocal Tract and the Moment Problem, H. J. Landau, SIAM J. Math. Anal., 14:5 (1983), pp. 1019–1035.
- Mobility and Wages, H. J. Landau and Andrew Weiss (economist), Economics Letters, 15 (1984), pp. 97–102.
- Optimum Waveform Signal Sets with Amplitude and Energy Constraints, H. J. Landau and Aaron D. Wyner, IEEE Trans. Inf. Theory, IT-30:4 (1984), pp. 615–622.
- Wages, Hiring Standards, and Firm Size, H. J. Landau and A. M. Weiss, J. Labor Econ., 2:4 (1984), pp. 477–499.
- Diffusion, Cell Mobility and Bandlimited Functions, H. J. Landau, Benjamin F. Logan, L. A. Shepp and N. Bauman, SIAM J. Appl. Math., 44:6 (1984), pp. 1232–1245.
- The Stationary Distribution of Reflected Brownian Motion in a Planar Region, J. Michael Harrison, H. J. Landau and L. A. Shepp, Annals of Probability, 13:3 (1985), pp. 744–757.
- An Overview of Time and Frequency Limiting, H. J. Landau, Fourier Techniques and Applications, J. F. Price (editor), Plenum, New York, 1985, pp. 201–220.
- An Inequality Conjectured by Hajela and Seymour Arising in Combinatorial Geometry, H. J. Landau, B. F. Logan and L. A. Shepp, Combinatorica, 5:4 (1985), pp. 337–342.
- Extrapolating a Band-Limited Function from Its Samples Taken in a Finite Interval, H. J. Landau, IEEE Trans. Inf. Theory, IT-32:4 (1986), pp. 464–470.
- Maximum Entropy and the Moment Problem, H. J. Landau, Bull. Amer. Math. Soc., 16:1 (1987), pp. 47–77.
- Polynomials Orthogonal on the Semicircle, II, Walter Gautschi, H. J. Landau and Gradimir Milovanović, Constr. Approx., 3:4 (1987), pp. 389–404.
- Moments in Mathematics, H. J. Landau, Proc. Symp. Appl. Math., (editor), Amer. Math. Soc., 37 (1987).
- Classical Background of the Moment Problem, H. J. Landau, Proc. Symp. Appl. Math., 37 (1987), pp. 1–15.
- Polynomials Orthogonal in an Indefinite Metric, H. J. Landau, Operator Theory: Advances and Applications, 34 (1988), pp. 203–214.
- On the Minimum Distance Problem for Faster-than-Nyquist Signaling, James E. Mazo and H. J. Landau, IEEE Trans. Inf. Theory, IT-34:6 (1989), pp. 1420–1427.
- On the Density of Phase-Space Expansions, H. J. Landau, IEEE Trans. on Information Theory, IT-39:4 (1993), pp. 1152–1156.
- The Inverse Eigenvalue Problem for Real Symmetric Toeplitz Matrices, H. J. Landau, J. Amer. Math. Soc., 7:3 (1994), pp. 749–767.
- Prediction and the Inverse of Toeplitz Matrices, Israel Gohberg and H. J. Landau, Approximation and Computation, Int. Series of Numerical Mathematics, R. Zahar (editor), Birkhauser, Boston, 119 (1995), pp. 219–230.
- Gabor Time-Frequency Lattices and the Wexler-Raz Identity, Ingrid Daubechies, H. J. Landau and Zeph Landau, J. Fourier Analysis and Appl., (4):437–478, 1995
- An iterated random function with Lipschitz number one, Aaron Abrams, H.J. Landau, Z. Landau, James Pommersheim, Eric Zaslow, Theory of Probability and Its Applications, 47(2):286–300, 2002
- Evasive random walks and the clairvoyant demon, A. Abrams, H.J. Landau, Z. Landau, J. Pommersheim, E. Zaslow, Random Structures and Algorithms, 20(2):239–248, 2002
- Random Multiplication Approaches Uniform Measure in Finite Groups, A. Abrams, H.J. Landau, Z. Landau, J. Pommersheim, E. Zaslow, Journal of Theoretical Probability, 20(1), March, 2007